# Route nationale 4 (Martinique)
Pour les articles homonymes, voir Route nationale 4.
La Route nationale 4, ou RN 4, est une route nationale française en Martinique de 28 km, qui relie Fort-de-France à La Trinité.

## Tracé
- Fort-de-France
- Saint-Joseph
- Gros-Morne
- La Trinité